# Expo/Bundy (métro de Los Angeles)
Expo/Bundy est une station du métro de Los Angeles desservie par les rames de la ligne E et située dans le quartier Sawtelle (en) à Los Angeles en Californie.

## Situation sur le réseau
Station aérienne du métro de Los Angeles, Expo/Bundy se situe sur la ligne E à l'intersection d'Exposition Boulevard et de Bundy Drive à Sawtelle, quartier de Los Angeles situé à l'ouest de Downtown Los Angeles et à l'est de Santa Monica.

## Histoire
En service de 1875 à 1953 en tant que gare des réseaux de chemin de fer Los Angeles and Independance et Pacific Electric, la station Expo/Bundy est remise en service le 20 mai 2016, lors de l'inauguration des sept stations de la phase 2 des travaux de construction de la ligne E. Auparavant, la station était nommée Bundy.

## Services aux voyageurs

### Desserte
Expo/Bundy est desservie par les rames de la ligne E du métro. Le service démarre en direction du Financial District avant 4 heures du matin pour se terminer vers 1 heure le jour suivant.

### Intermodalité
La station est desservie par les lignes d'autobus 5, 7, 10, 14 et 15 de Big Blue Bus (en). Un parc de stationnement payant est également à disposition,.

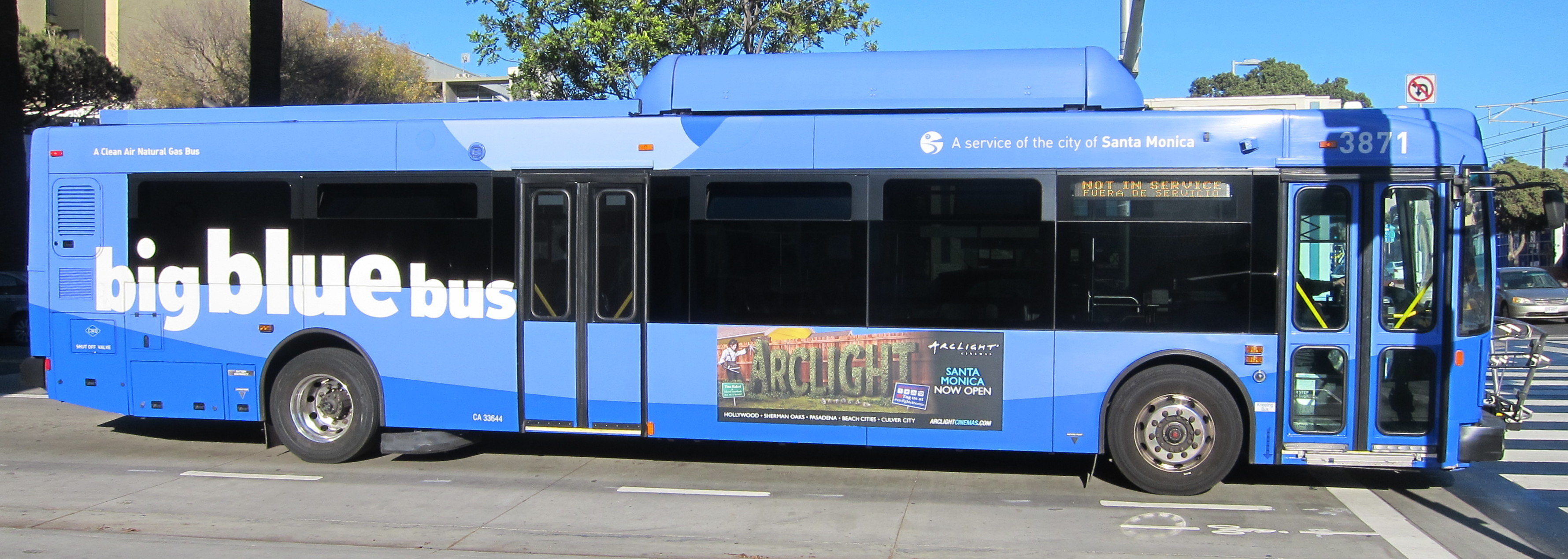
La station est desservie par des lignes de bus du réseau Big Blue Bus de Santa Monica.

## Art dans la station
La station est ornée d'une œuvre d'art public nommée And Here I Will Stay conçue par l'artiste Nzuji de Magalhães.